# Адмиралтейский проезд (Санкт-Петербург)
Адмиралте́йский прое́зд — проезд в Адмиралтейском районе Санкт-Петербурга. Проходит от Дворцовой площади до Адмиралтейской набережной.

## История названия
Первоначальное название Адмиралтейский бульвар известно с 1838 года. Затем с середины XIX века бульвар был окраиной Адмиралтейской площади.
Современное название Адмиралтейский проезд присвоено 7 марта 1880 года после разбивки Александровского сада.